# 1545 Терное
1545 Терное (1545 Thernöe) — астероїд головного поясу, відкритий 15 жовтня 1941 року.
Тіссеранів параметр щодо Юпітера — 3,294.